# Chris Browning
Chris Browning, all'anagrafe Christopher Jay Browing (Reno, 8 marzo 1964), è un attore statunitense.
I suoi ruoli televisivi principali sono quello di Jake Griffin nella serie di The CW The 100 e quello di Gogo in Sons of Anarchy.

## Biografia
Chris Browning diede inizio alla propria carriera di attore nel 1987, debuttando in una sitcom televisiva. Tra la seconda metà degli anni '80 e la prima metà degli anni '90 ebbe problemi di droga, a causa dei quali passò diverso tempo entrando ed uscendo di prigione, fin quando iniziò un percorso di riabilitazione nel 1994. Dopo la riabilitazione venne scritturato per la miniserie televisiva Hardball, nel ruolo di Llyod LaCombe. Successivamente ottenne un ruolo ricorrente nella sitcom In the House, mentre il suo primo personaggio cinematografico importante fu nell'adattamento cinematografico del romanzo di Jules Verne I figli del capitano Grant, girato in Russia nel 1996. Ebbe anche il ruolo ricorrente di David Stenbeck nella soap opera Così gira il mondo.
Tra il 1999 e il 2005 la sua carriera affrontò una pausa, dovuta ad un altro percorso di riabilitazione, dopo di che l'attore apparve nella pellicola del 2007 A Piece of Pie. Nello stesso anno fu scritturato nel suo primo film di rilievo, Quel treno per Yuma, con Russell Crowe e Christian Bale. Grazie al ruolo interpretato in quest'ultimo lungometraggio, ottenne altri ingaggi in serie televisive come Easy Money o altre pellicole come Felon - Il colpevole. A metà del 2008 ottenne il ruolo di Morrison nel nuovo film della saga di Terminator, Terminator Salvation, seguito da altri film di rilievo come Blood Story, Cowboys & Aliens and The Last Stand - L'ultima sfida. Le sue ultime apparizioni cinematografiche includono le pellicole Road to Paloma di Jason Momoa e Wild Card di Jason Statham.

### Vita privata
Browning ha studiato sceneggiatura alla American Academy of Dramatic Arts di Los Angeles. Attualmente vive a Taos, in Nuovo Messico, insieme alla moglie Sarah e alle figlie Lydia Sue, nata ad aprile 2009, Elena, nata a maggio 2011 e Stella, nata a gennaio 2018. Quest'ultima è nata con un parto gemellare, in cui il fratellino Flynn è morto a causa di ignote complicazioni solo dopo due giorni di vita..
Attualmente ha una relazione con la collega Natasha Hendstridge.

## Filmografia

### Attore

#### Cinema
- A Place Called Truth, regia di Rafael Eisenman (1998)
- Quel treno per Yuma (3:10 to Yuma), regia di James Mangold (2007)
- Nella valle di Elah (In the Valley of Elah), regia di Paul Haggis (2007)
- Felon - Il colpevole (Felon), regia di Ric Roman Waugh (2008)
- Beer for My Horses, regia di Michael Salomon (2008)
- Tennessee, regia di Aaron Woodley (2008)
- Linewatch - La scelta (Linewatch), regia di Kevin Bray (2008)
- Shoot First and Pray You Live, regia di Lance Doty (2008)
- Terminator Salvation, regia di McG (2009)
- Dark Country, regia di Thomas Jane (2009)
- Codice Genesi (The Book of Eli), regia di Albert e Allen Hughes (2010)
- Blood Story (Let Me In), regia di Matt Reeves (2010)
- Passion Play, regia di Mitch Glazer (2010)
- Beneath the Dark, regia di Chad Feehan (2010)
- Friendship!, regia di Markus Goller (2010)
- Cowboys & Aliens, regia di Jon Favreau (2011)
- Philly Kid (The Philly Kid), regia di Jason Connery (2012)
- Now You See Me - I maghi del crimine (Now You See Me), regia di Louis Leterrier (2013)
- The Last Stand - L'ultima sfida (The Last Stand), regia di Kim Ji-woon (2013)
- Road to Paloma, regia di Jason Momoa (2014)
- Mercy, regia di Peter Cornwell (2014)
- Hidden in the Woods, regia di Patricio Valladares (2014)
- Joker - Wild Card (Wild Card), regia di Simon West (2015)
- Lift Me Up, regia di Mark Cartier (2015)
- Operation: Neighborhood Watch!, regia di Mark Cartier (2015)
- Bright, regia di David Ayer (2017)
- La fratellanza (Shot Caller), regia di Ric Roman Waugh (2017)
- Last Rampage: The Escape of Gary Tison, regia di Dwight H. Little (2017)
- Il combattente (Donnybrook), regia di Tim Sutton (2018)
- Only Mine, regia di Michael Civille (2018)
- Attacco al potere 3 - Angel Has Fallen (Angel Has Fallen), regia di Ric Roman Waugh (2019)
- The Unhealer - Il potere del male (The Unhealer), regia di Martin Guigui (2020)

#### Televisione
- Così gira il mondo (As The World Turns) - serie TV, 57 episodi (1987-1999)
- Due poliziotti a Palm Beach (Silk Stalkings) - serie TV, episodio 1x02 (1991)
- In Living Color - serie TV, episodio 3x10 (1991)
- Matlock - serie TV, episodio 6x11 (1991)
- In The House - serie TV, 7 episodi (1995-1996)
- Alta Marea (High Tide) - serie TV, episodio 3x08 (1996)
- Into The West - serie TV, episodio 1x05 (2005)
- The Lost Room - serie TV, episodio 1x01 (2006)
- Wildfire - serie TV, episodi 1x07, 4x01 (2005, 2008)
- Cold Case - Delitti irrisolti – serie TV, episodio 7x02 (2009)
- In Plain Sight - Protezione testimoni – serie TV, episodio 2x08 (2009)
- Easy Money – serie TV, 6 episodi (2009)
- Scoundrels - serie TV, episodio 1x04 (2010)
- Il risolutore (The Finder) – serie TV, episodio 1x11 (2012)
- Sons of Anarchy – serie TV, 7 episodi (2012)
- The Bridge – serie TV, episodi 1x07-1x08 (2013)
- Bones – serie TV, episodio 9x16 (2014)
- Castle – serie TV, episodio 6x23 (2014)
- CSI - Scena del crimine (CSI: Crime Scene Investigation) - serie TV, episodio 15x07 (2014)
- Graceland - serie TV, episodi 2x08, 2x13 (2014)
- The 100 - serie TV, 4 episodi (2014, 2019)
- Ray Donovan - serie TV, episodio 3x01 (2015)
- Major Crimes - serie TV, episodio 4x07 (2015)
- Dal tramonto all'alba- La serie (From Dusk till Dawn - The Series) - serie TV, 3 episodi (2015)
- Supergirl - serie TV, episodio 1x03 (2016)
- Timeless - serie TV, episodio 1x05 (2016)
- Westworld - Dove tutto è concesso (Westworld) - serie TV, episodi 1x03-1x04 (2016)
- Agent Carter - serie TV, 3 episodi (2016)
- Continent 7: Antarctica - serie TV, 7 episodi (2016)
- Bosch - serie TV, 7 episodi (2019)
- S.W.A.T. - serie TV, episodio 4x13 (2021)
- CSI: Vegas - serie TV, episodio 1x07 (2021)
- NCIS - Unità anticrimine (NCIS) – serie TV, episodio 18x15 (2021)
- Avvocato di difesa - The Lincoln Lawyer (The Lincoln Lawyer) - serie TV, 3 episodi (2022)
- National Treasure - Edge of Mystery - serie TV, episodi 1x02, 1x07 (2022-2023)

### Doppiatore
- Call of Duty: World War II – videogioco (2017) - voce di Paul
- God of War Ragnarök – videogioco (2022) - voce di Surtr

## Doppiatori italiani
Nelle versioni in italiano delle opere in cui ha recitato, Chris Browning è stato doppiato da:
- Francesco Prando in Cold Case - Delitti irrisolti, The 100
- Stefano Alessandroni in Castle, NCIS - Unità anticrimine
- Pino Insegno in Bright, La fratellanza
- Alessandro Messina in CSI - Scena del crimine
- Massimo Corvo in Joker - Wild Card
- Mario Bombardieri in Agent Carter
- Gianluca Machelli in Major Crimes
- Roberto Draghetti in Supergirl
- Davide Marzi in Bosch
- Pasquale Anselmo in S.W.A.T.
- Alberto Bognanni in CSI: Vegas
- Luca Ciarciaglini in Avvocato di difesa - The Lincoln Lawyer
- Stefano Thermes ne Il mistero dei Templari - La serie
- Fabio Boccanera in Bosch: l'eredità

Da doppiatore è stato sostituito da:
- Paolo De Santis in Call of Duty: World War II
- Roberto Fidecaro in God of War Ragnarök